# Hamler
Hamler is een plaats (village) in de Amerikaanse staat Ohio, en valt bestuurlijk gezien onder Henry County.

## Demografie
Bij de volkstelling in 2000 werd het aantal inwoners vastgesteld op 650.
In 2006 is het aantal inwoners door het United States Census Bureau geschat op 671, een stijging van 21 (3,2%).

## Geografie
Volgens het United States Census Bureau beslaat de plaats een oppervlakte van
1,5 km², geheel bestaande uit land. Hamler ligt op ongeveer 216 m boven zeeniveau.

## Plaatsen in de nabije omgeving
De onderstaande figuur toont nabijgelegen plaatsen in een straal van 12 km rond Hamler.